# مقتل ألموغ شيلوني
قُتِل ألموغ شيلوني، رقيب في الجيش الإسرائيلي، في 10 نوفمبر 2014، بعد طعنه عدة مرات بالقرب من محطة قطار تل أبيب – ههغناه في إسرائيل على يد الفلسطيني نور الدين أبو حاشية.

## الحادث

### الضحية
ألموغ شيلوني هو جندي إسرائيلي في كتيبة نيتسح يهودا من موديعين-مكابيم-ريعوت، كان يبلغ من العمر 20 عاماً عند وفاته. دفن شيلوني في مقبرة جبل هرتزل العسكرية بالقدس.

### المنفذ
نور الدين أبو حاشية هو فلسطيني من مخيم عسكر في نابلس، وكان يبلغ من العمر 18 عاماً وقت تنفيذه العملية. محكوم عليه بالسجن مدى الحياة.

### التفاصيل
في 10 نوفمبر 2014، كان ألموغ شيلوني أمام محطة قطار تل أبيب – ههغناه عائداً من قاعدته العسكرية في إجازة، إلا أنه كان يرتدي الزي العسكري حاملاً سلاحه. كان نور الدين أبو حاشية في ذلك التوقيت في تل أبيب يبحث عن جنود لطعنهم. استغل أبو حاشية انشغال شيلوني بالحديث في الهاتف ليعاجله بعدة طعنات بالسكين أدت إلى إصابته بجروح بالغة الخطورة في البطن والصدر نقل على إثرها إلى مركز شيبا الطبي، لكن محاولات إنقاذ حياته باءت بالفشل.
حاول أبو حاشية اختطاف بندقية الجندي لإطلاق النار على المارة في الشارع، إلا أن مواطنين إسرائيليين من المارة سارعا إلى مساعدة الجندي، أصيب أحدهما بجروح طفيفة، وأصيب أبو حاشية نفسه كذلك نتيجة مهاجمته من قبل المارة، وهرب من موقع الحادث لمبنى قريب. ألقي القبض على أبو حاشية بعد ذلك وتمت إحالته للتحقيق.

## التحقيق والمحاكمة
وجهت السلطات الإسرائيلية لأبو حاشية الاتهام بدخول إسرائيل بدون تصريح بنية طعن جندي. اعترف أبو حاشية في التحقيقات أنه جاء "لقتل أكبر عدد من الجنود"، وأنه لم يرسله أحد أو جهة معينة وإنما جاء بمحض إرادته "في سبيل الله وثأراً للقدس".
في 14 سبتمبر 2016، أصدرت محكمة إسرائيلية حكماً بالسجن مدى الحياة على أبو حاشية، وتضمن الحكم فقرة تنص على أنه لا يمكن أن يكون جزءاً من أي صفقة تبادل أسرى مستقبلية بين إسرائيل والفلسطينيين، كما أمرته بدفع مبلغ 258 ألف شيكل تعويضاً لعائلة الجندي القتيل.

## ردود الأفعال
- حركة حماس: أشادت بالهجوم واعتبرته رداً على الجرائم التي يرتكبها الاحتلال الإسرائيلي في القدس والمسجد الأقصى.[7]
- حركة الجهاد الإسلامي في فلسطين: أشادت بالعملية وقالت أنها رد طبيعي على الممارسات الإسرائيلية في القدس.[7]
- الولايات المتحدة: أدانت جين بساكي، المتحدثة الرسمية باسم الخارجية الأمريكية عملية الطعن، ودعت جميع الأطراف إلى ضبط النفس.[8]